# پیشنهاد (سریال)
پیشنهاد یک مینی سریال تلویزیونی درام آمریکایی است که توسط مایکل تالکین، نیکی توسکانو برای Paramount+ ساخته شده است. این مجموعه به دنبال توسعه و تولید فیلم گانگستری برجسته فرانسیس فورد کاپولا، پدرخوانده (۱۹۷۲) برای پارامونت پیکچرز است. مایلز تلر، متیو گود، جیووانی ریبیسی، کالین هنکس، دن فوگلر، جونو تمپل و برن گورمن در این فیلم به ایفای نقش پرداخته‌اند. این سریال در ۲۸ آوریل ۲۰۲۲ برای اولین بار پخش شد و در ۱۰ قسمت تا ۱۶ ژوئن پخش شد.

## بازیگران

### اصلی
متیو گود در نقش رابرت اونز
دن فوگلر در نقش فرانسیس فورد کوپولا
برن گورمن در نقش چارلز بلوهورن
کالین هنکس در نقش بری لاپیدوس
جووانی ریبیسی در نقش جو کلمبو

### دیگر بازیگران
پاتریک گالو در نقش ماریو پوزو
فرانک جان هیوز در نقش فرانک سیناترا
مایکل ریسپولی در نقش تامی لوچیز
جیک کاناوله در نقش سزار  
لو فرینیو در نقش لنی مونتانا  
مریدیت گارتسون در نقش الی مکگرا  
آنتونی اسکوردی در نقش کارلو گامبینو
جاش زاکرمن در نقش پیتر بارت  
آنتونی ایپولیتو در نقش آل پاچینو
جیمز مادیو در نقش کارماین  
پل مککرین در نقش جک بالارد  
استفانی کونیگ در نقش آندریا ایستمن  
دنی نوچی در نقش ماریو بیاجی  
دریک بسکین در نقش نیکی بارنز  
جوزف روسو در نقش جو گالو
براندن ویلیامز در نقش جیانی روسو  
جاستین چمبرز در نقش مارلون براندو
کارمین جوینازو در نقش سانی گروسو  
جفری آرند در نقش آرام آواکیان
اریک بالفور در نقش دین تاولاریس  
مایا باتلر در نقش دایان کیتون
دیمیان کنراد-دیویس در نقش جیمز کان
دِرِک مَگیار در نقش رابرت دووال
نیک پوپو در نقش جان کازال
زاک شور در نقش فرد گالو  
سینتیا آیلین استراهان در نقش تالیا شایر

### مهمان
کایل اس. مور در نقش برنارد فین  
بیلی مگنوسن در نقش رابرت ردفورد
کرک آسودو در نقش مامور ویژه هیل  
مایکل لندز در نقش ویک دامونه  
لوئیس مندیلور در نقش میکی کوهن  
راس مککال در نقش موران  
اندرو چایلد در نقش رقاص نیویورکی  
لیزا دابین در نقش مورگانا کینگ  
چارلی هیت در نقش جیمز تی. آبری  
دان جویال در نقش آنا هیل جانستون  
مایکل گاندولفینی در نقش اندی کلهون  
ایمی کاررو در نقش رزی مولینا  
لین آدریانا فریدمن در نقش مادولینا کولومبو  
ایان مایکلز در نقش رابرت تان
آلن مارش در نقش آلوین سرجنت  
سوله بوولی در نقش سیمونتا استفانلی  
جیک ریگال در نقش آرتور هیلر  
براندون اسکلنار در نقش برت رینولدز

## تولید
این پروژه در سپتامبر ۲۰۲۰ اعلام شد تا در پارامونت+ پخش شود و داستان آن از دیدگاه تهیه‌کننده، آلبرت اس. رودی روایت شود.  
- در دسامبر ۲۰۲۰، آرمی همر برای بازی در این نقش انتخاب شد، اما در ماه بعد از پروژه خارج شد و در مه ۲۰۲۱، مایلز تلر جایگزین او شد.  
- در آوریل ۲۰۲۱، دکستر فلچر برای کارگردانی چندین قسمت استخدام شد.  
- در ژوئن همان سال، متیو گود، جووانی ریبیسی، کالین هنکس، دن فوگلر و جونو تمپل به گروه تولید پیوستند.  
- در ژوئیه، برن گورمن در نقش چارلز بلوهورن به پروژه اضافه شد.  
- جاستین چمبرز نیز به‌عنوان نقش مکرار در نقش مارلون براندو حضور دارد.  
- در اکتبر ۲۰۲۱، اریک بالفور، مایکل گاندولفینی و زاک شور به گروه بازیگران پیوستند که بالفور در نقش طراح تولید، دین تاولاریس ظاهر شد.             
فیلمبرداری این مجموعه در ژوئیه ۲۰۲۱ آغاز شد، اما در ۲۹ ژوئیه به دلیل مثبت شدن تست کووید-۱۹ متوقف شد.  
در ۲۳ آگوست ۲۰۲۱ گزارش شد که برنامه‌های فیلمبرداری در هتل شاتو مارمونت لس‌آنجلس بین ۲۵ تا ۲۷ آگوست، پس از آگاهی از یک اختلاف کارگری در آنجا، لغو شد.  
این مینی‌سریال در ۲۸ آوریل ۲۰۲۲ منتشر شد و سه قسمت اول از ده قسمت آن بلافاصله در دسترس قرار گرفت. بقیه قسمتها به صورت هفتگی، هر پنجشنبه منتشر شدند.  

## همچنین ببینید
- نوستالژی دهه ۱۹۷۰

## پیوندهای خارجی
- وبگاه رسمی
- پیشنهاد در بانک اطلاعات اینترنتی فیلم‌ها (IMDb)